# Филлинген-Швеннинген
Филлинген-Швеннинген (нем. Villingen-Schwenningen) — город на юго-западе Германии, районный центр, расположен в земле Баден-Вюртемберг.
Подчинён административному округу Фрайбург. Входит в состав района Шварцвальд-Бар. Население составляет 81 022 человека (на 31 декабря 2010 года). Занимает площадь 165,47 км². Официальный код — 08 3 26 074.
Крупнейший город Шварцвальда. В рамках коммунальной реформы 1972 года произошло слияние двух городов (Филлингена и Швеннингена-на-Неккаре) под единое административное управление.

## География

### Географическое положение
Филлинген расположен между восточным краем Шварцвальда и котловиной плато Бар на Бригахе — одном из двух истоков Дуная (другой — Брег), которые сливаются вместе в Донауэшингене.
Швеннинген расположен в пяти км восточнее плато Бар. В непосредственной близости от Швеннингенского болота находится исток реки Неккар. Город расположен на склонах гор с перепадом высоты от 660 до 975 метров.
Между двумя городами находится водораздел европейских рек (Дунай течёт в Чёрное море, а Рейн — в Северное) и прежняя граница Вюртемберга и Бадена.

### Климат
Среднегодовое количество осадков в Филлингене-Швеннингене составляет 916 мм. Среднегодовая температура 6,7 °C.

### Окрестности
Следующие города и коммуны расположены неподалёку от Филлингена-Швеннингена:
Унтеркирнах, Санкт-Георген в Шварцвальде, Мёнхвайлер, Кёнигсфельд в Шварцвальде, Нидерэшах, Даухинген (все вышеперечисленные в Шварцвальд-Бар), Дайссинген (район Ротвайль), Троссинген (район Тутлинген), а также Тунинген, Бад-Дюрхайм, Бригахталь, Донауэшинген и Фёренбах (все в Шварцвальд-Бар).

## История

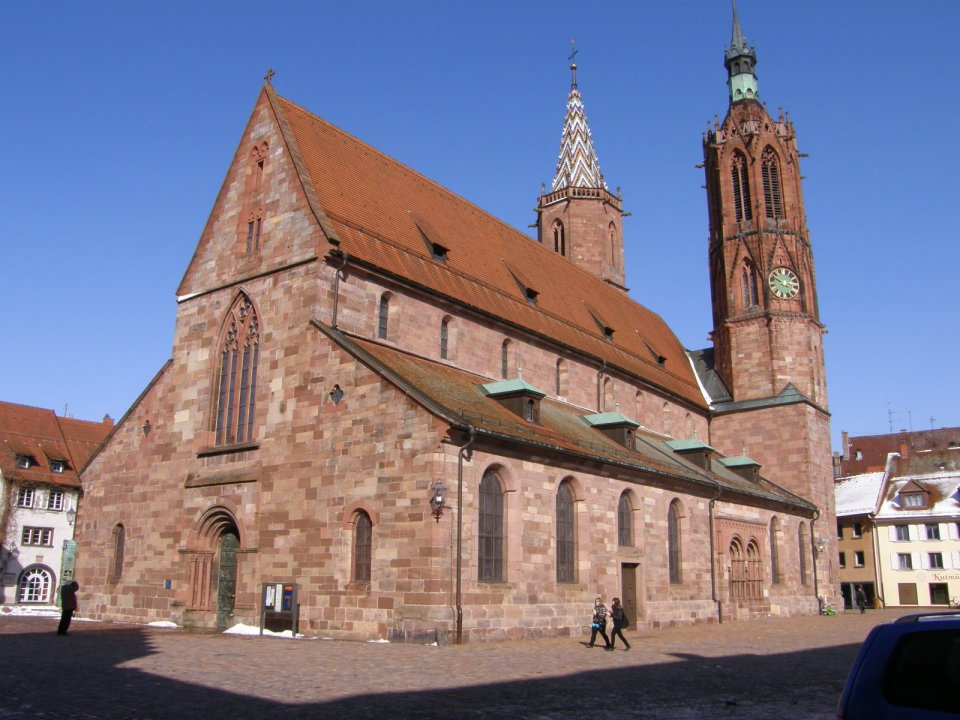
Мюнстер в Филлингене

Несмотря на то, что в 1972 году произошло слияние баденского города Филлинген с вюртембергским городом Швеннинген, не все жители согласны с таким слиянием городов, что и по сей день препятствует развитию города во многих районах (руины Кирнек, руины Варенбург).

### Ключевые даты истории города

#### Филлинген
На востоке Филлингена с севера на юг простирается граница древних поселений, так называемая «граница цветных песчаников», отделяющая Шварцвальд от открытых известняков и разделяющая высокогорную котловину Бар.
Первые поселения были основаны восточнее нынешнего Филлингена на левом берегу Бригаха.
- 0616 г. до н. э. В 1890 году, на одном из холмов на юго-западе Филлингена (гора Магдалены), под руководством старшего лесничего Гантера и в 1970—1973 гг. экспедицией под руководством археолога К. Спиндлера были обнаружены курганные княжеские захоронения Гальштатской культуры и наибольший курган центральной Европы. Захоронение было датировано при помощи дендрологических изысканий (по сохранившимся в центре захоронения елям).
- 01—3 век н. э. можно предположить нахождение территории под управлением римлян
- 04 век н. э. Началось заселение левого берега Бригаха племенами алеманнов.
- 0817 г. Первое упоминание Филлингена и Швеннингена в грамоте короля Людовика I Благочестивого.
- 0999 г. Императором Оттоном III в Филлингене были основаны рынок, монетный двор и таможня.
- 1119 г. Церингены распространили город и на правый берег Бригаха. В связи с этим город выглядит как типовой город, основанный династией Церингенов.
- 1218 г. После гибели династии Церингенов Филлинген стал свободным городом. В 1283 году Рудольф фон Габсбург получил город Филлинген в свою феодальную зависимость. Таким образом Филлинген снова потерял свою независимость.
- 1324 годом датировано письмо графа Фюрстенберга, которым он утверждает новые правила выборов бургомистра, начальника цеховиков и судей. Основным занятием горожан на то время была выделка шерсти.
- 1326 г. Филлинген продан Австрии и вплоть до 1805 года принадлежал Передней Австрии.
- 1349 г. От чумы умирает половина населения Филлингена.
- 1524—1525 гг. Во время крестьянской войны город находился в центре событий, но никогда не подвергался серьёзным разрушениям. В то же время город активно разграблялся как войсками Передней Австрии, так и крестьянами.
- 1633 г. Троекратная осада во время тридцатилетней войны была успешно снята как в 1633, так и в 1634 году.
- 1704 г. Новая осада в ходе успешной войны с Испанией. Город устоял перед лицом превосходящих сил французов под командованием маршала Таллара.
- 1805 г. Филлинген значится в Вюртемберге, а в 1806 г. в Бадене.
- 1848 г. Мартовская революция разорила и Филлинген, и Швеннинген.
- 1873 г. Строительство через город шварцвальдской железной дороги от Оффенбурга на Констанц.

#### Швеннинген
- 0817 г. Первое подтверждённое документально упоминание Швеннингена.
- 1444 г. Швеннинген переходит во владение Вюртембергов и приписан к округу Тутлинген.
- 1525 г. Во время крестьянской войны 20 июня жители Филлингена захватили деревню Швеннинген и сожгли её дотла.
- 1824 г. В районе нынешней улицы Salinenstraße была основана солеваренная фабрика с шестью варницами.
- 1830 г. Швеннинген получает право свободной (рыночной) торговли.
- 1842 г. Швеннинген переведён из округа Тутлинген в округ Ротвайль, которому он принадлежал вплоть до 1924 г.
- 1848 г. Основание цеха часовщиков.
- 1858 г. Йоханес Бюрк основал первую фабрику по производству носимых часов с будильником в Швеннингене. Позднее были основаны фабрики: в 1860 г. — Мауте, в 1883 г. — Шленкер и Кинцле, в 1888 г. Шленкер-Грузен, в 1890 г. — Йоханн Йэкле (Metallwaren), в 1902 г. — Йоханес Шленкер (ISMET), в 1925 г. — Steinel. Швеннинген прославился тем, что в середине XX века он стал «крупнейшим городом по производству часов в мире».
- 1869 г. Открытие железнодорожной ветки Ротвайль-Швеннинген-Филлинген.
- 1885 г. Образование первого социалистического профсоюза.
- 1900 г. Торжественное открытие «Королевской Вюртембергской высшей школы точной механики, электромеханики и часовых дел» (ныне называется «Государственная техническая школа-гимназия».
- 1907 г. Швеннинген, бывший до сих пор крупнейшей деревней Вюртемберга, получил статус города.
- 1950 г. Первая выставка «Südwest stellt aus».
- 1956 г. Часовой завод Кинцле выпустил первые часы на батарейке; первые солнечные часы «Heliomat» в том же году поступили в продажу.
- 1970-е годы: с появлением кварцевых часов началось свёртывание часового производства в Швеннингене.

#### Филлинген-Швеннинген
- 1972 г. В рамках коммунальной реформы произошло укрупнение Филлингена и Швеннингена путём их слияния в город Филлинген-Швеннинген.
- 1976 г. Награждение Филлингена-Швеннингена почётным знаменем Совета Европы за усилия по установлению связей с городами-побратимами[2].
- 1985 г. Проведение в Филлингене-Швеннингене культурного праздника земли Баден-Вюртемберг.
- 1994 г. Филлинген-Швеннинген занимает первое место в обзоре журнала Focus как город с наилучшими условиями проживания среди городов Германии с населением свыше 80 000 человек.
- 2001 г. К тридцатилетию объединения Филлингена и Швеннингена, Филлинген-Швеннинген получает новый (объединённый) герб.

#### Микрорайоны города и их гербы
| Герб Херцогенвайлера         | Херцогенвайлер принадлежал княжеству Фюрстенбергов, в 1805 г. вступил в состав Вюртемберга, в 1806 г. в состав Бадена. Стал принадлежать уезду Хюфинген, с 1813 г. — округу Филлинген, с 1819 г. — вновь уезду Хюфинген, с 1844 — округу Донауэшинген, с 1851 г. снова округу Филлинген и с 1939 г. — району Филлинген. |
| Герб Марбаха                 | Марбах принадлежал Передней Австрии и с 1805 г. перешёл в состав Вюртемберга, а с 1806 г. вошёл в состав Бадена и перешёл под руководство округа Филлинген. |
| Герб Мюльхаузена             | Мюльхаузен принадлежал имперскому городу Ротвайль и в 1803 г. вместе с ним вошёл в состав Вюртемберга. Стал принадлежать уезду Ротвайль, с 1810 г. — уезду Тутлинген, а с 1938 г. — снова району Ротвайль. |
| Герб Оберешаха               | Оберешах принадлежал мальтийскому ордену Иоаннитов. С 1805 г. вошёл в состав Вюртемберга, с 1806 г. — Бадена. С тех пор входит в состав округа Филлинген. |
| Герб Пфаффенвайлера          | Пфаффенвайлер с XVIII века принадлежал Передней Австрии и с тех пор ведёт свою историю совместно с городом Филлинген. Что снова означает, что в 1805 г. он стал вюртембергским, а в 1806 г. — баденским. С тех пор он входит в состав округа Филлинген.                                                                 |
| Герб Ритхайма                | Ритхайм принадлежал Передней Австрии и с 1805 г. перешёл в состав Вюртемберга, а с 1806 г. вошёл в состав Бадена и перешёл под руководство округа Филлинген. |
| Герб Таннхайма в Шварцвальде | Таннхайм принадлежал княжеству Фюрстенбергов, в 1805 г. вступил в состав Вюртемберга, в 1806 г. в состав Бадена. Стал принадлежать уезду Хюфинген, с 1813 г. — округу Филлинген, с 1819 г. — вновь уезду Хюфинген, с 1844 — округу Донауэшинген и с 1939 г. — району Донауэшинген.                                      |
| Герб Вайгхайма               | Вайгхайм принадлежал княжеству Фюрстенбергов; в 1805 г. вступил в состав Вюртемберга, в 1806 г. в состав Бадена. Стал принадлежать уезду Туттлинген. В 1938 г. вошёл в состав района Ротвайль. |
| Герб Вайлерсбаха             | Вайлерсбах принадлежал объединённому Ротвайлю; в 1803 г. вошёл в состав округа Ротвайль Вюртемберга. В 1810 г. перешёл в состав Бадена в состав района Филлинген. |

### Укрупнение города
Город Филлинген-Швеннинген укрупнялся в следующей последовательности (неуказанные микрорайоны уже к 1973 году принадлежали к округу Филлинген):
- 1 января 1970 года община Мюльхаузен (район Ротвайль) вошла в состав города Швеннинген на Неккаре (район Ротвайль).
- 1 декабря 1971 года община Оберешах вошла в состав города Филлинген в Шварцвальде.
- 1 января 1972 года произошло объединение городов Филлинген в Шварцвальде и Швеннинген на Неккаре в новый город, названный Филлинген-Швеннинген. Одновременно район Филлинген был переименован в район Филлинген-Швеннинген.
- 1 апреля 1972 года общины Херцогенвайлер, Пфаффенвайлер и Ритхайм (все из района Филлинген-Швеннинген), а также Таннхайм (район Донауэшинген) вошли в состав города Филлинген-Швеннинген.
- 1 января 1974 года в состав города вошла община Марбах.
- 1 января 1975 года община Вайгхайм (район Ротвайль) и Вайлерсбах вошли в состав города Филлинген-Швеннинген.

### Рост численности населения
В Средние века и в Новое время в Филлингене и Швеннингене проживало всего несколько сотен жителей. Население росло медленно, поскольку города пережили многочисленные войны, эпидемии и голод в результате которых население значительно уменьшалось. Лишь с началом эры индустриализации в XX веке рост населения ускорился. В Филлингене в 1900 году проживало 7800 человек, а в 1939 году уже 39 000 человек. В Швеннингене в 1900 году проживало около 10 000 человек, а в 1971 году — 35,000 человек. 1 января 1972 года произошло слияние городов в один с приблизительно 80 000 жителей. С тех пор население увеличилось незначительно. На 30 июня 2005 года, согласно статистическому отделу правительства Баден-Вюртемберга, согласованных с данными других администраций региона, в Филлингене-Швеннингене проживало 83 921 жителей.

#### Численность населения по районам города
| Район          | Жителей на 2005 г. |
| -------------- | ------------------ |
| Херцогенвайлер | 203                |
| Марбах         | 2021               |
| Мюльхаузен     | 754                |
| Оберешах       | 1865               |
| Пфаффенвайлер  | 2401               |
| Ритхайм        | 1092               |
| Швеннинген     | 31 986             |
| Таннхайм       | 1386               |
| Филлинген      | 37 199             |
| Вайгхайм       | 1277               |
| Вайлерсбах     | 1336               |
| Всего          | 81 520             |

Источник: Статистика с сайта города Филлинген-Швеннинген (нем.)

## Промышленность
- ASG Transformatoren GmbH — производство электротехнической продукции.

## Города-побратимы
- Фридрихсталь (1937 г.)[3]
- Понтарлье (1964 г.)[4]
- Ла-Валет-дю-Вар (1974 г.)[5]
- Савона (1988 г.)[6]
- Циттау (1990 г.)[7]
- Тула (1993 г.)[8]

## Роль в массовой культуре
- В игре Duskwood (2019—2022) от немецкого разработчика Everbyte фотографии Филлингена-Швеннингена используются как фотографии вымышленного города Дасквуда. Кроме того, видеозвонки персонажей также сняты в Филлингене-Швеннингене.

## Фотографии

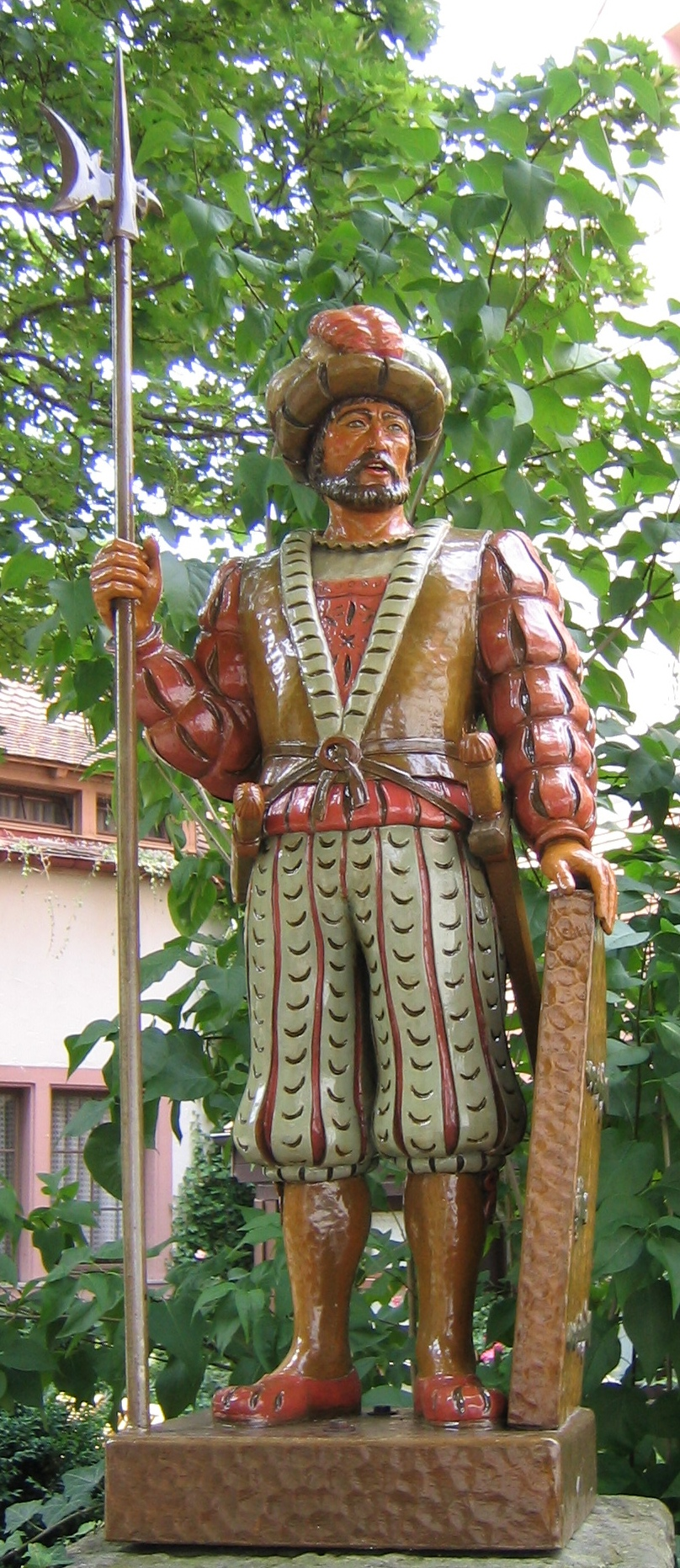
Ромеус Великий (Филлинген)
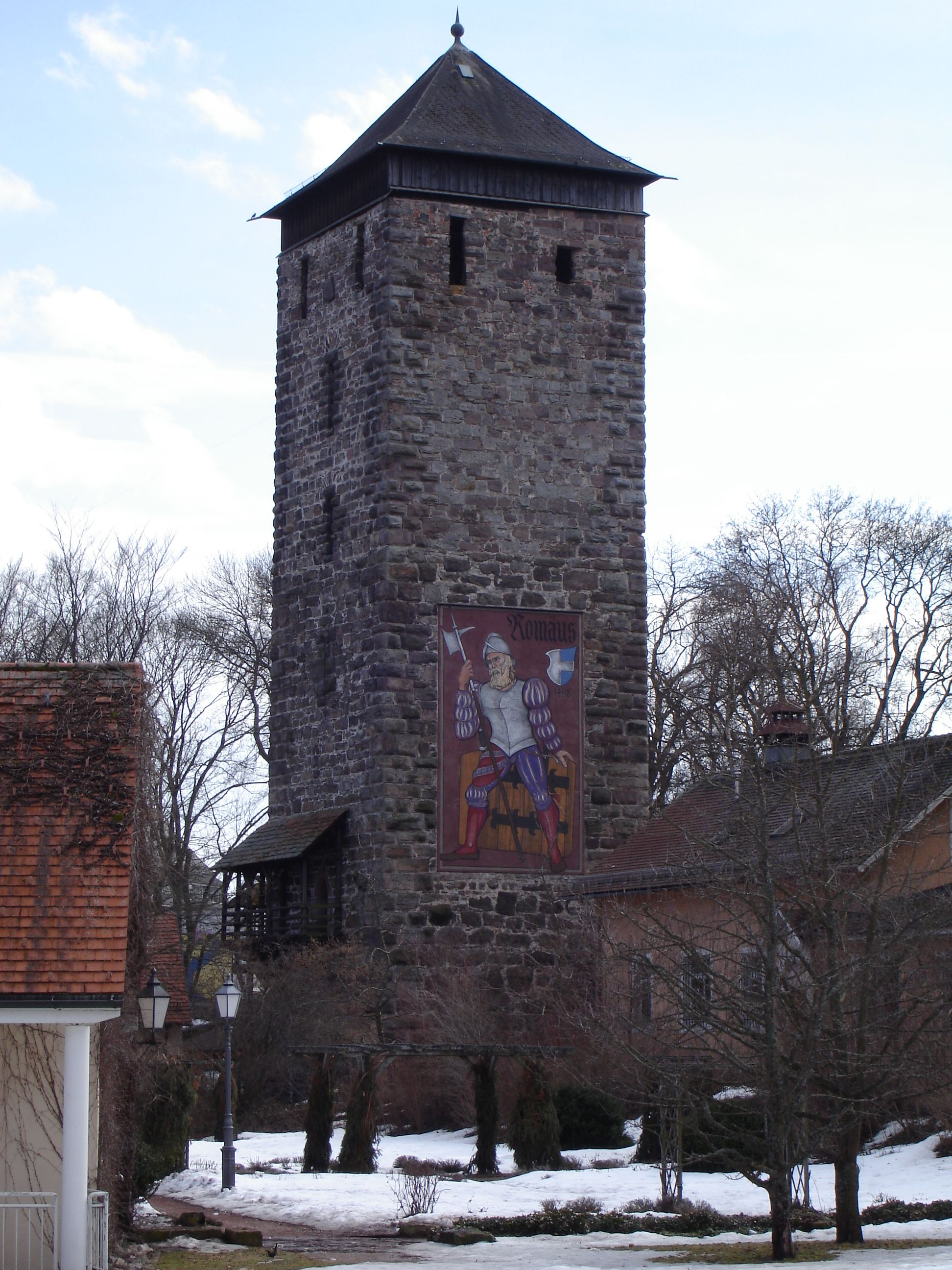
Башня Ромеуса в Филлингене
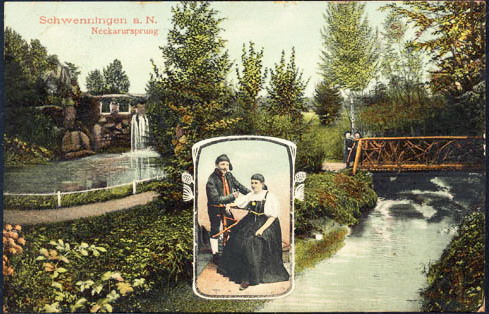
Источник Некара в Швеннингене
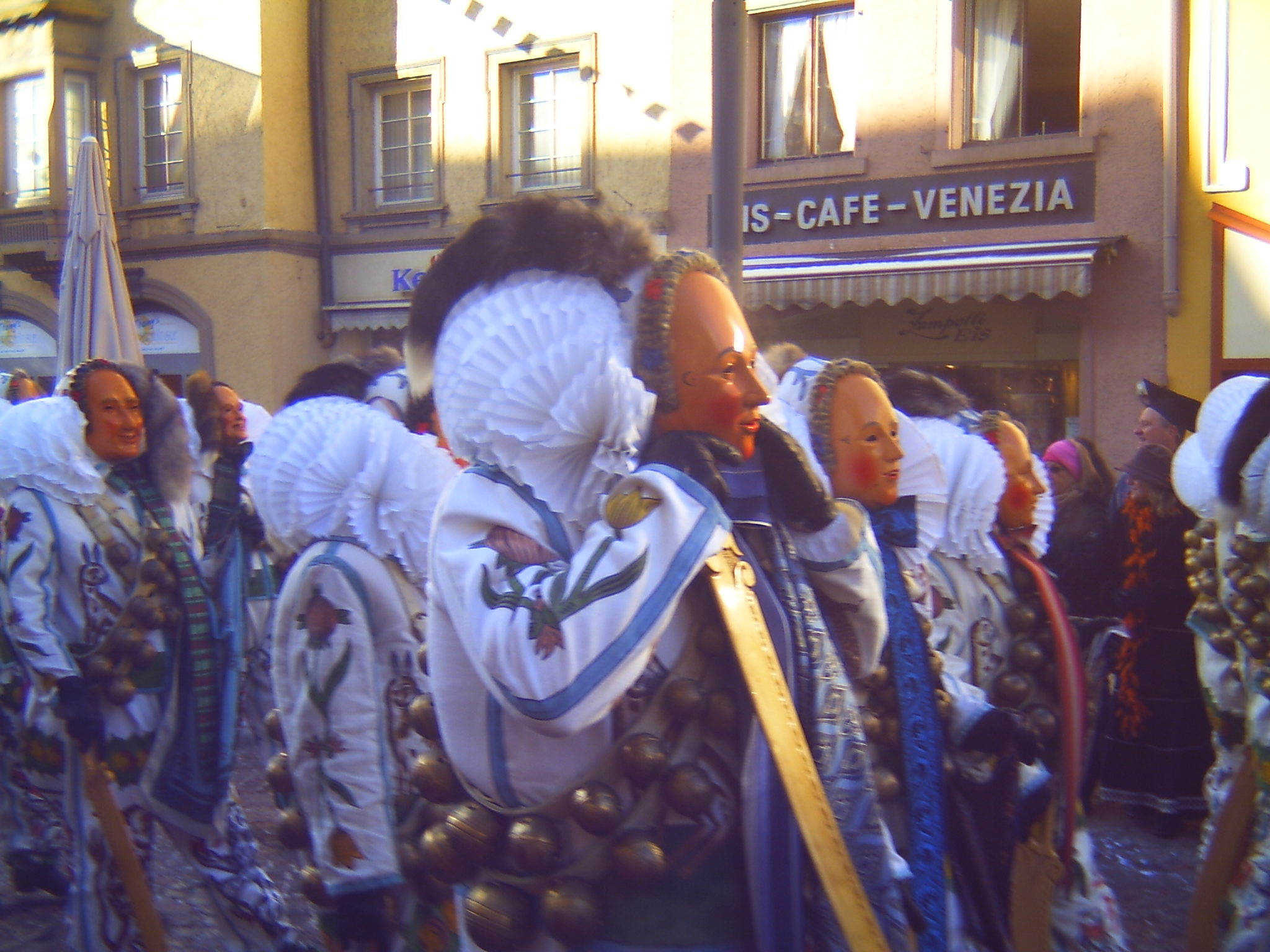
Карнавал Narro
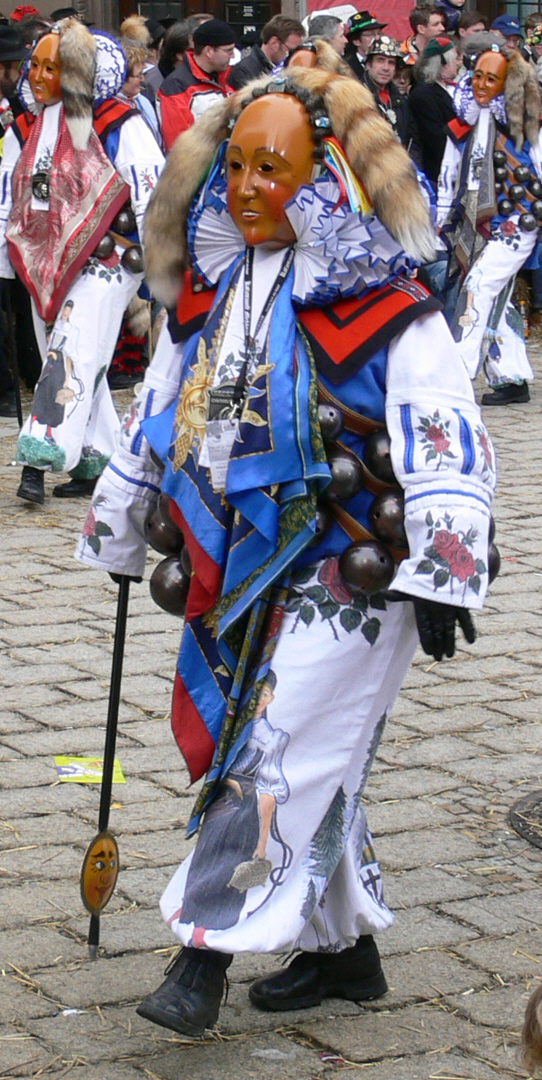